# Liste der Stolpersteine in Schnaittach

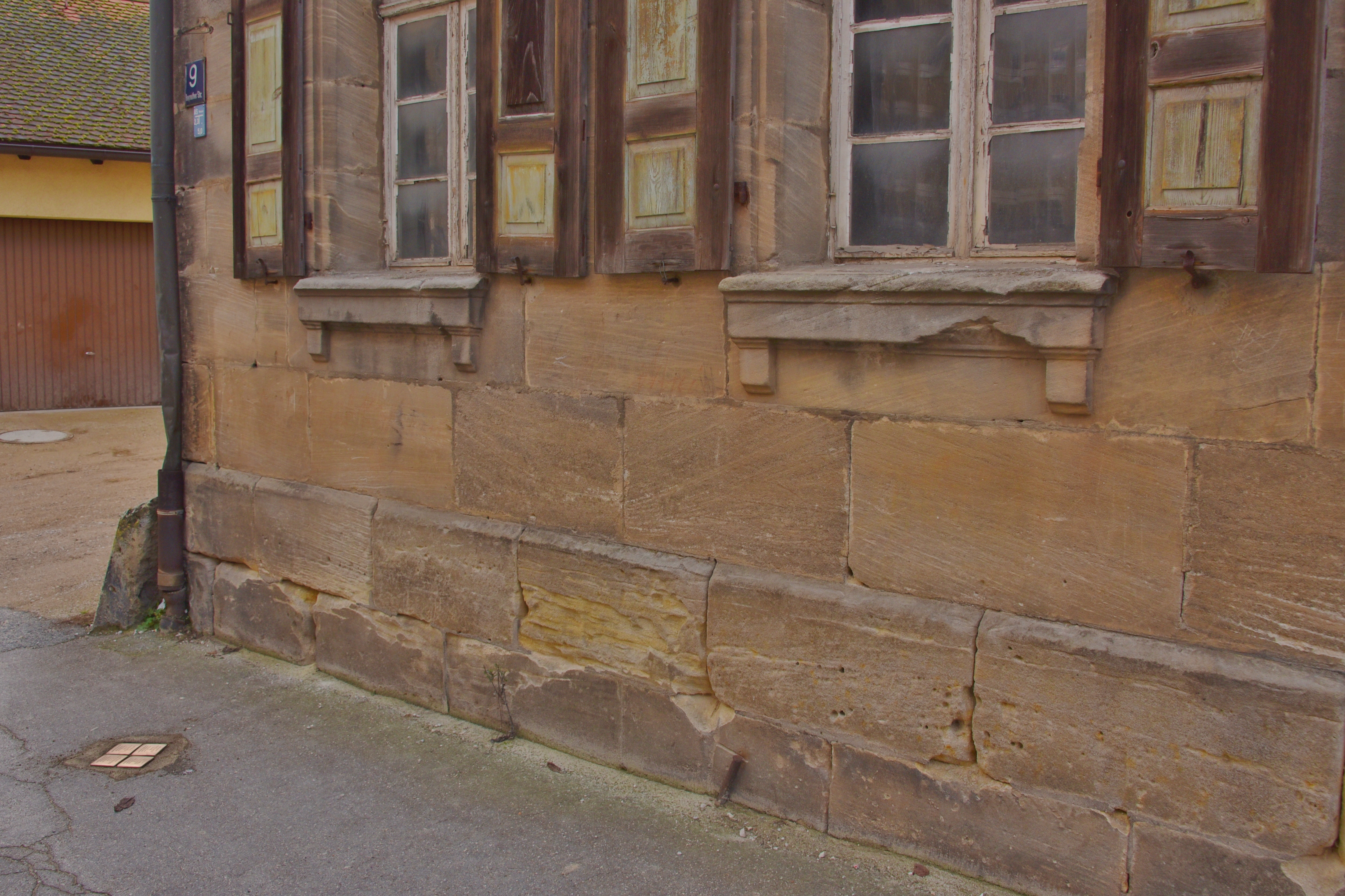
Stolpersteine in Schnaittach

Die Liste der Stolpersteine in Schnaittach enthält Stolpersteine, die im Rahmen des gleichnamigen Projekts von Gunter Demnig in Schnaittach verlegt wurden. Mit ihnen soll an Opfer des Nationalsozialismus erinnert werden, die in Schnaittach lebten und wirkten.

## Verlegte Stolpersteine
In Schnaittach wurden siebzehn Stolpersteine an neun Adressen verlegt.
| Bild | Inschrift                                                                                        | Standort               | Leben                     |
| ---- | ------------------------------------------------------------------------------------------------ | ---------------------- | ------------------------- |
|      | HIER WOHNTE FLORA ALTBAIER JG. 1880 DEPORTIERT RIGA ?                                            | Birkensteingasse 8 ·   | Flora Altbaier            |
|      | HIER WOHNTE HANNCHEN FORSTER JG. 1876 FREITOD 26.1.1942 VOR DER DEPORTATION                      | Nürnberger Straße 10 · | Hannchen Forster          |
|      | HIER WOHNTE DINA FREIMANN JG. 1866 DEPORTIERT 1942 THERESIENSTADT ERMORDET IN MINSK              | Nürnberger Straße 7 ·  | Dina Freimann             |
|      | HIER WOHNTE SIMON FREIMANN JG. 1859 DEPORTIERT 1942 THERESIENSTADT ERMORDET 3.12.1942            | Nürnberger Straße 9 ·  | Simon Freimann            |
|      | HIER WOHNTE MOSES GUTMANN JG. 1888 ?                                                             | Museumsgasse 14 ·      | Moses Gutmann             |
|      | HIER WOHNTE PAULA GUTMANN GEB. ADLER JG. 1888 ?                                                  | Museumsgasse 14 ·      | Paula Gutmann             |
|      | HIER WOHNTE FRIEDRICH HELLMANN JG. 1888 DEPORTIERT ERMORDET IN AUSCHWITZ                         | Bahnhofstraße 9 ·      | Friedrich Martin Hellmann |
|      | HIER WOHNTE IRMA HELLMANN GEB. LUCHS JG. 1896 DEPORTIERT AUSCHWITZ ERMORDET                      | Bahnhofstraße 9 ·      | Irma Hellmann             |
|      | HIER WOHNTE MARIANNE KÜNSTLER JG. 1866 DEPORTIERT 1942 THERESIENSTADT ERMORDET 3.2.1943          | Nürnberger Straße 9 ·  | Marianne Künstler         |
|      | HIER WOHNTE LENA NEUBURGER GEB. WOLF JG. 1868 DEPORTIERT 1942 THERESIENSTADT ERMORDET 19.12.1943 | Bayreuther Straße 9 ·  | Helene Neuburger          |
|      | HIER WOHNTE FANNY PRAGER GEB. FRÜH JG. 1881 ?                                                    | Marktplatz 14 ·        | Fanny Prager              |
|      | HIER WOHNTE JETTA PRAGER JG. 1875 DEPORTIERT THERESIENSTADT ERMORDET 4.6.1944                    | Marktplatz 14 ·        | Jetta Prager              |
|      | HIER WOHNTE EMMA ULLMANN JG. 1884 GESTAPOHAFT FLUCHT IN DEN TOD 12.11.1938                       | Nürnberger Straße 32 · | Emma Ullmann              |
|      | HIER WOHNTE DINA WOLF JG. 1875 DEPORTIERT 1942 THERESIENSTADT ERMORDET 4.2.1942                  | Nürnberger Straße 11 · | Dina Wolf                 |
|      | HIER WOHNTE FRIEDA WOLF GEB. BUCHMANN JG. 1873 DEPORTIERT 1942 THERESIENSTADT ERMORDET 6.5.1944  | Bayreuther Straße 9 ·  | Frieda Wolf               |
|      | HIER WOHNTE LAURA WOLF JG. 1871 DEPORTIERT 1942 THERESIENSTADT ERMORDET 25.9.1942                | Bayreuther Straße 9 ·  | Laura Wolf                |
|      | HIER WOHNTE MAYER WOLF JG. 1872 DEPORTIERT 1942 THERESIENSTADT ERMORDET 28.1.1943                | Bayreuther Straße 9 ·  | Mayer Wolf                |

## Verlegedatum
- 19. Juli 2006

Es werden regelmäßig Führungen zu den Stolpersteinen veranstaltet.